# Żarowo (przystanek kolejowy)
Żarowo – nieczynny przystanek stargardzkiej kolei wąskotorowej w Żarowie, w województwie zachodniopomorskim, w Polsce. Przystanek został zamknięty 10 czerwca 2001 roku.